# Gui de Cavalhon
Gui de Cavalhon, Cavaillo, o Gavaillo (Cavaillon, ... – ...; fl. 1200-1229), è stato un nobiluomo provenzale, diplomatico, guerriero e uomo di lettere.
Probabilmente è anche il Guionet che compose le tenzones e i partimens con Cadenet, Raimbaut de Vaqueiras, Mainart Ros, Pomairol e un certo Guillem. 

## Cavaliere e nobiluomo
Gui nacque a Cavaillon nella Valchiusa, sebbene non vi siano prove che attestino la sua residenza. Lo incontriamo per la prima volta alla corte di Alfonso II di Provenza nel 1200–1207. Nel 1204 era presente al matrimonio del fratello maggiore di Alfonso, Pietro II di Aragona e Maria di Montpellier. All'inizio del 1209 si trovava a combattere al servizio di Raimondo VI di Tolosa contro la crociata albigese. Nel 1215 ha accompagnato Raimondo al quarto concilio lateranense. Nel 1216–1217 lo troviamo a combattere in Provenza, dove fu uno dei consiglieri di Raimondo Berengario IV. In 1220 venne assediato a Castelnoudari (Castel-Nou) da Amaury di Montfort. Successivamente entrò nell'Ordine del Tempio diventando consigliere di Raimondo VII, per il quale ha condotto un'ambasciata al papa Onorio III, e nel 1225 venne ricompensato con il titolo di visconte di Cavaillon. L'ultima menzione che si fa di Gui è del 1229.

## Letteratura
Per un nobiluomo del XIII secolo, la carriera di Gui sarebbe stata un po' fuori dall'ordinario, senza il suo interesse per la letteratura. Abile trovatore in lingua occitana, ci ha lasciato cinque o sei poesie liriche (o meglio frammenti), compresi un sirventese e diverse tenzones. La sua fama di trovatore era tale che ci è rimasta una sua vida (biografia) molto estesa rispetto agli standard del genere. Viene descritto in termini entusiastici come generoso, cortese, affascinante, amante delle signore e della gente, un cavaliere valente e capace. Oltre all'opera rimasta, il suo biografo scrive riguardo a componimenti di coblas (distici) riguardanti l'amore e la "conversazione" (de solatz, forse nel significato di umorismo e divertimento).

### Tensos
Una sua prima tenso, con un altrimenti sconosciuto "Falco", può essere fatta risalire al 1200–1207: questi gli fa capire che vive grazie ai doni di Alfonso II, dicendogli alla fine, "in termini talvolta metaforicamente osceni"...
don enquer vos sove,

N'Anfos vostre senhor,

don ac man palafre

ses fre vostra seror»
(Gui de Cavalhon, Senh'En Guy, del comte, vv. 68-72)
Gli ultimi versi sono probabilmente una canzonatura oscena, allusiva, che dà rilievo al fatto, in modo più o meno fondato, che la sorella del trovatore (avendo ricevuto "molti palafreni senza freno") avesse intessuto, in uno scambio di favori, una relazione sessuale con Alfonso. 
Nel 1215, a modo loro per il IV Concilio Lateranese, Gui e il suo Raimondo VI composero un breve partimen riferendosi all'invasione e alla perdita delle terre di Raimondo e al loro possibile recupero. Nel 1220 mentre era assediato a Castelnouardi, egli dedicò una poesia a Bertran Folcon di Avignone, il quale sopravvive interamente nella sua vida. Gui compose anche creativamente una "tenso" insieme al suo mantello. 
Gui entra in lizza per l'identità dell'"Esperdut" (un senhal o pseudonimo) che ha composto tre poesie: una canso, un partimen con Pons de Monlaur e un sirventes. Si suppone che Gui sia anche il coautore di una tenso con Garsenda di Forcalquier, moglie di Alfonso II. La sua vida ripete le dicerie (probabilmente infondate) riguardo al fatto che fosse stato l'amante della contessa. Nella tenso, dopo che lei gli dichiara il suo amore, Gui risponde cortesemente ma con cautela: 
mi fai temeros estar, tan es granz,

e no·m o tol negun'autra paors

qu'eu non vos prec; que·us volria enanz

tan gen servir que non fezes oltratge—

qu'aissi·m sai eu de preiar enardir—

e volria que·l faich fosson messatge,

e presessetz en loc de precs servir:

qu'us honratz faitz deu be valer un dir.»
(Gui de Cavalhon Bona dompna, vostr'onrada valors,)

### Sirventes
L'unico sirventes di Gui pervenutoci venne scritto contro Guilhem dels Baus, che, nel 1215, venne confermato dall'Imperatore Federico II Re di Arles e Vienne. Il sirventese venne scritto probabilmente tra l'estate del 1216 e la morte di Guilhem, in una prigione di Avignone, nel giugno del 1218.

### "Cabrit"
Fin dall'inizio del XIX secolo, l'identità di Gui con il "Cabrit" della poesia Cabrit, al meu vejaire, scritta insieme a Ricau de Tarascon, è stata in genere accettata, trovando sostegno tra studiosi quali T. B. Eméric-David, Paul Meyer, Ludwig Selbach, Stanislaw Stronski, C. Fabre, Adolf Kolsen, Carl Appel, D. J. Jones, Martín de Riquer, Dietmar Rieger, Andrea Brusoni, e P. T. Ricketts. Nei tre canzonieri (D, I e K) è rimasta questa identificazione attribuita. La rubrica in queste opere dà come autore Ricautz de Tarascon e.n Guis de Cavaillon ("Ricau de Tarascon e signore Gui de Cavalhon"). In altri casi laddove c'è una differenza onomastica tra una tenso e l'ascrizione del canzoniere, l'ultima viene riconosciuta come corretta (o dotata di una buona motivazione per l'attribuzione). Inoltre, nel manoscritto C, dove l'attribuzione è semplicemente Tenso d'en Cabrit e d'eu Ricau, essa precede immediatamente una selezione dei brani di Gui che, allo stesso modo, sono assegnate a Guionet e a Esperdut, altri nomi fittizi usati da Gui. 
Soltanto Martín Aurell ha fortemente obiettato l'identificazione, affermando che Cabrit deve esse stato un membro della nobiltà urbana di Arles e proprietario di un piccolo appezzamento di terreno nei pressi di Tarascona, documentato in un atto notarile dell'agosto del 1203 nella casa di Bertran Porcelet e probabilmente morto entro il 1225. Un Guillelmus Aldebertus Cabritus (Guillem Aldebert Cabrit) era stato console di Arles in 1197 e un uomo conosciuto soltanto come Cabritus è stato console nel 1209. Guillem Aldebert Cabrit faceva da testimone al testamento di Rostanh Porcelet nel 1186 e in a una donazione del 1198 ai cavalieri templari ad Arles da parte della famiglia Porcelet. Il fatto che questi personaggi chiamati Cabritus agiscano tutti nello stesso teatro geografico (Arles) e in connessione con la famiglia (Porcelet) su un periodo di trenta anni, suggerisce che ci fosse un unico individuo di una qualche importanza ad Arles. Il fatto che questo personaggio avesse posseduto terra a Tarascona, avvalora l'ipotesi che possa essere stato interlocutore di Ricau.

## Eredità e influenza
Gui è la figura di maggior rilievo nella Canso de la crosada ed è menzionato tra i seguaci più audaci e fedeli del Conte di Tolosa. L'autore della seconda parte della canso mette in bocca a Gui un eloquente discorso, in cui loda la paratge (nobilità) denunciando... 
Il discorso, recapitato al ritorno di Raimondo VI e Raimondo VII a Tolosa il 12 settembre 1217, è concepito come una parola di saggezza istruttiva da parte dell'anziano Gui verso il giovane Raimondo VII.
La maggiore influenza di Gui su altri poeti, tuttavia, trae origine dall'uso che egli faceva degli alessandrini, popolari già nelle chansons de geste, come in Gui de Nanteuil. I successivi autori in lingua occitana e catalano chiamarono questo tipo di poesia la tonada de Gui, el so de Gui Nantull (Ramon Muntaner), il son d'En Gui (Peire Bremon Ricas Novas), o il son de meser Gui (Uc de Saint Circ). È stato ipotizzato che questi riferimenti (o almeno alcuni di essi) possano non riferirsi, come si è tradizionalmente creduto, a Gui de Nanteuil (ad eccezione ovviamente dell'utilizzo di Muntaner), ma a Gui de Cavalhon.